# Gigantohierax
Gigantohierax — викопний рід хижих птахів родини яструбових (Accipitridae), що існував на Кубі у ранньому голоцені.

## Історія відкриття
Рід відомий за двома видами, Gigantohierax suarezi та Gigantohierax itchei. Вперше описаний Оскаром і Карлосом Аррендондо у 2002 році на основі матеріалу, знайденого в печерних відкладеннях на Кубі. Другий вид описаний у 2020 році Вільямом Суаресом і знайдений у смоляних ямах Лас-Бреас-де-Сан-Феліпе, також на Кубі.

## Опис
Судячи з будови кісток нижніх кінцівок, птах більше вів частково наземний спосіб життя і погано літав. Два види Gigantohierax відрізнялися за розміром. G. itchei був на 29 % меншим, ніж G. suarezi. Проте можна сказати точно те, що Gigantohierax був надзвичайно великим. Насправді вони вважаються найбільшими яструбами, які коли-небудь існували в Америці. Крім того, виявлені скам'янілості G. suarezi наближаються за розміром до орла Хааста, який вважається найбільшим орлом, який коли-небудь існував.

## Назва
Родова назва Gigantohierax від грецького слова «Giganto», що означає «велетень», грецькою мовою та від Гіракса — у грецькій міфології людини, яку перетворили на яструба як покарання.